# Paralelo 50 N

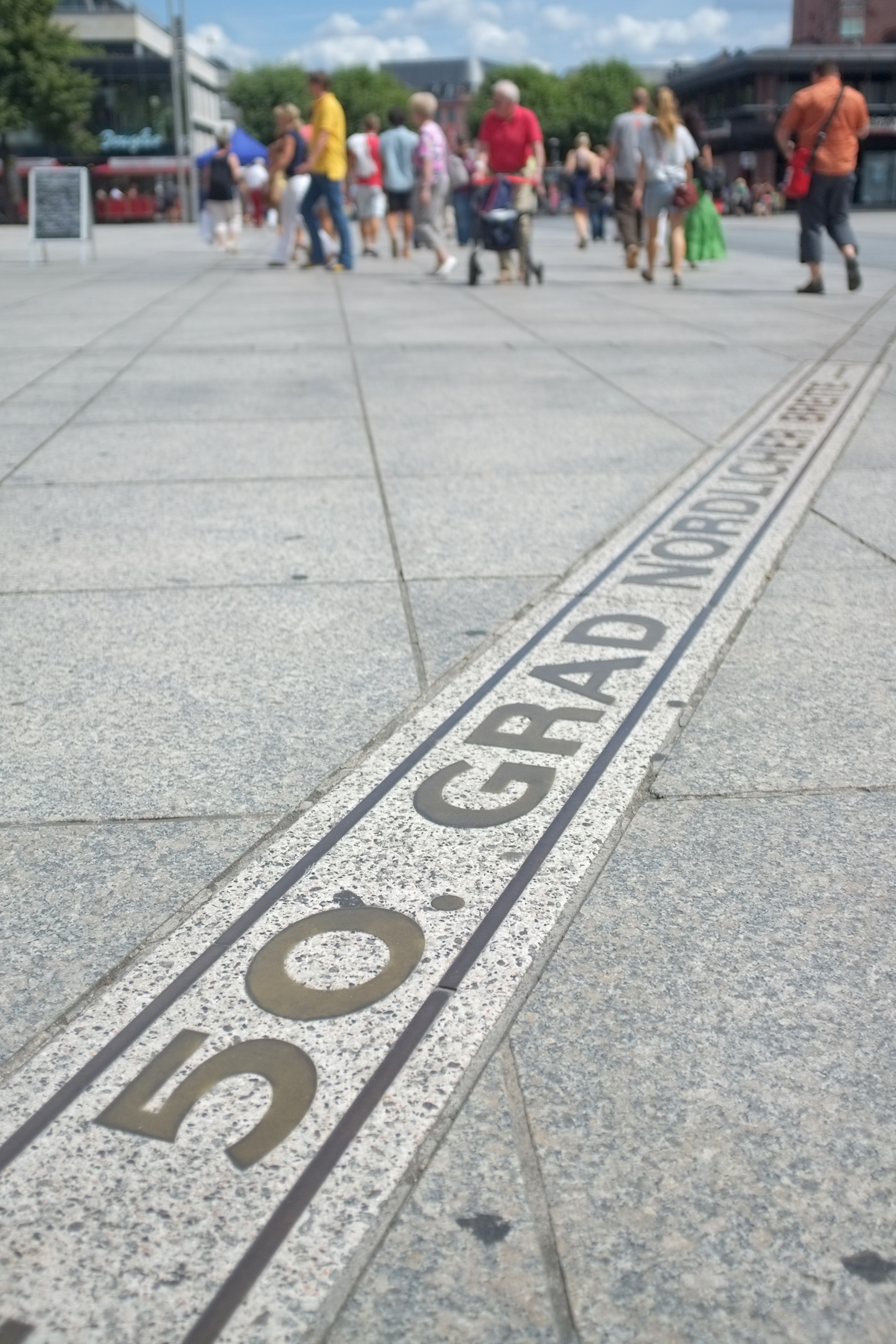
Marca do paralelo 50 N em Mainz, Alemanha

O Paralelo 50 N é um paralelo no 50° grau a norte do plano equatorial terrestre.
Começando pelo Meridiano de Greenwich e tomando a direção leste, o paralelo 50° Norte passa sucessivamente por:
| País, território ou mar | Notas                                                                                            |
| ----------------------- | ------------------------------------------------------------------------------------------------ |
| Canal da Mancha         |                                                                                                  |
| França                  |                                                                                                  |
| Bélgica                 |                                                                                                  |
| França                  |                                                                                                  |
| Bélgica                 |                                                                                                  |
| Luxemburgo              |                                                                                                  |
| Alemanha                |                                                                                                  |
| Chéquia                 |                                                                                                  |
| Polónia                 |                                                                                                  |
| Chéquia                 |                                                                                                  |
| Polónia                 |                                                                                                  |
| Ucrânia                 |                                                                                                  |
| Rússia                  |                                                                                                  |
| Ucrânia                 |                                                                                                  |
| Rússia                  |                                                                                                  |
| Cazaquistão             |                                                                                                  |
| Rússia                  |                                                                                                  |
| Cazaquistão             |                                                                                                  |
| Rússia                  |                                                                                                  |
| Mongólia                |                                                                                                  |
| Rússia                  |                                                                                                  |
| Mongólia                |                                                                                                  |
| Rússia                  |                                                                                                  |
| Mongólia                |                                                                                                  |
| Rússia                  |                                                                                                  |
| China                   |                                                                                                  |
| Rússia                  |                                                                                                  |
| Estreito da Tartária    |                                                                                                  |
| Rússia                  | Ilha Sacalina                                                                                    |
| Mar de Okhotsk          |                                                                                                  |
| Rússia                  | Ilha Paramushir                                                                                  |
| Oceano Pacífico         |                                                                                                  |
| Canadá                  | Colúmbia Britânica - Ilha de Vancouver e continente Alberta Saskatchewan Manitoba Ontário Quebec |
| Golfo de São Lourenço   |                                                                                                  |
| Canadá                  | Ilha da Terra Nova, Terra Nova e Labrador                                                        |
| Oceano Atlântico        |                                                                                                  |
| Reino Unido             | Inglaterra                                                                                       |
| Canal da Mancha         |                                                                                                  |